# ニコラス・ガルシア
ニコラス・ガルシア・エンメ（Nicolás García Hemme、1988年6月20日 - ）は、スペイン・カナリア諸島州ラス・パルマス県ラス・パルマス・デ・グラン・カナリア出身の男子テコンドー選手。

## 経歴
2008年にイタリアのローマで開催されたヨーロッパ選手権ではウェルター級で銀メダルを獲得した。2009年にデンマークのコペンハーゲンで開催された世界テコンドー選手権大会ではウェルター級で銀メダルを獲得した。
2012年にイギリスのマンチェスターで開催されたヨーロッパ選手権ではウェルター級で銅メダルを獲得した。2012年にイギリスで開催された2012年ロンドンオリンピックでは80kg級で銀メダルを獲得した。2013年にメキシコのプエブラで開催された世界選手権ではウェルター級で銅メダルを獲得した。